# Aeroportul Sliač
Aeroportul Sliač (IATA: SLD, ICAO: LZSL) este un aeroport din Sliač, Districtul Zvolen, Banská Bystrica, Slovacia ce deservește zona Sliač. Aeroportul a fost tranzitat în decembrie 2018 de 237 de pasageri. A fost numit după zona deservită.
Situat la o altitudine de 305 m, aeroportul dispune de o singură pistă.